# Château de Bonaguil
Le château de Bonaguil est un ancien château fort, du Moyen Age (XIIIe siècle), fortement remanié au XVe siècle, qui se dresse sur la commune française de Saint-Front-sur-Lémance dans le département de Lot-et-Garonne, en région Nouvelle Aquitaine.
Le château fait l'objet d'un classement au titre des monuments historiques par la liste des monuments historiques classés provisoirement et éditée en 1862. Il est également mentionné dans les listes de 1875, 1889, 1900, 1910, ainsi que dans celle du journal officiel du 18 avril 1914.

## Localisation
Le château de Bonaguil est situé à la charnière de l'Agenais et du Quercy, sur la commune de Saint-Front-sur-Lémance, dans le département français de Lot-et-Garonne, mais il est la propriété de la commune de Fumel.
Il est situé sur un éperon calcaire qui domine d'une trentaine de mètres le confluent de deux étroites vallées, sur un affluent de la Thèze, appelée de trois noms : le ruisseau de Caupenne, la Petite Thèze et ruisseau de Bonaguil. Il présente la particularité de ne pas être sur une position stratégique : le château ne défend pas une ville, ni le passage d'un fleuve, ni une vallée importante ou une route commerciale.

## Historique

### Présentation
Le château de Bonaguil, avec les transformations de Bérenger de Roquefeuil, intègre les dernières améliorations dans la construction des châteaux forts, mais la barbacane qui en protège l'entrée annonce les transformations qui vont être nécessaires pour résister à l'artillerie qui passe à la fin du XVe siècle des boulets de pierre aux boulets de fonte.
Sa construction débute au XIIIe siècle, avant 1271, puis il est entièrement repris à la fin du XVe siècle et au début du XVIe siècle par Bérenger de Roquefeuil qui lui ajoute tous les perfectionnements défensifs du Moyen Âge finissant. Il intègre à partir de 1480 les derniers perfectionnements de la défense au moyen de l’artillerie tant pour utiliser celle-ci que pour s'en prémunir : imposante barbacane couvrant l'accès au château, canonnières par dizaines tant dans les six tours que dans les courtines, chambres de tir casematées (« voûtées ») à l'abri des boulets adverses et permettant des tirs bas et rasants, « moineau » casematé interdisant toute circulation au fond du grand fossé, terrasses d'artillerie étagées au pied du corps de place qui constituent autant d'enceintes successives à forcer, aménagement à des fins défensives d'une grotte naturelle située sous l'éperon rocheux.
À son achèvement vers 1510, il apparaît cependant obsolète. En effet, à cette époque du début de la Renaissance, les grandes familles nobles ainsi que le roi et ses proches commencent à construire les premiers châteaux de la Loire et, dans tout le royaume, de nombreuses forteresses médiévales de la petite et moyenne aristocratie, même si elles conservent quelques dispositifs défensifs, sont peu à peu transformées en résidences d'agrément par abattage d'une partie des tours de flanquements et des courtines afin de les ouvrir sur la lumière et la campagne.
Hormis la perte de ses charpentes pendant la Révolution française, le château de Bonaguil est aujourd'hui dans un bon état de conservation. Il n'eut jamais à subir d'attaque et fut habité jusqu'à la Révolution.

### Origines
Le nom signifierait « Bonne Aiguille » ou « Bonne Eau » et désigne le site défensif : un promontoire rocheux et escarpé de calcaire urgonien, convenant parfaitement à l’établissement d’un château fort. Ce site est préféré aux éperons proches de plus grande altitude par la présence d'un point d'eau.

### Premier état

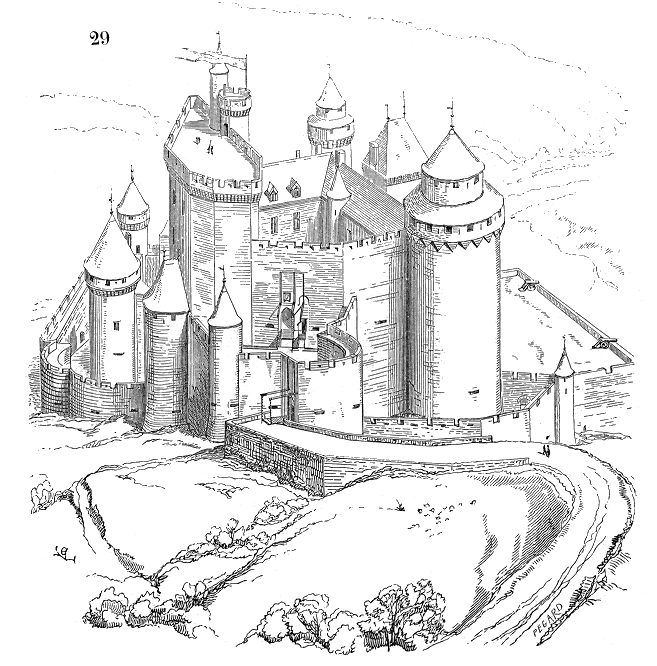
Le château d'après Viollet-le-Duc.

Un premier château est construit après le milieu du XIIIe siècle (entre 1259 et 1271 selon Jacques Gardelle), sur un éperon rocheux, peut-être par Arnaud La Tour, vassal de Fumel. La seule entrée du donjon en éperon, lui-même construit au-dessus d’une grotte naturelle, est une porte à six mètres de hauteur, accessible à l’échelle.
La première mention du lieu date de 1271, dans une charte qui répertorie les biens du roi de France Philippe III le Hardi. Jusqu'à cette date, Bonaguil, situé en Agenais, était une seigneurie vassale du comte de Toulouse. Les principaux bâtiments du château sont un donjon de forme polygonale allongée et un logis rectangulaire, situé à l'ouest du donjon au-delà d'une étroite cour intérieure large d'une dizaine de mètres. La forme particulièrement oblongue (trois fois plus long que large, ainsi que ses extrémités effilées) du donjon a été strictement dictée par les dimensions et la forme du support rocheux (calcaire campano-urgonien) sur lequel il s'élève. La pointe nord du donjon, dont la maçonnerie épaisse de plus de trois mètres forme un angle d'environ 65°, est dirigée du côté probable de l'attaque : l'étroite crête située immédiatement au nord de la forteresse.
Dans la cour du château, l’élargissement et le surcreusement d’une diaclase (faille verticale naturelle dans la roche calcaire) a permis de forer un puits profond de 48 m. pour un diamètre de 2 m. Dès le début de son existence, le château est donc approvisionné en eau.
Les seigneurs du lieu combattent dans le parti du roi d’Angleterre pendant la guerre de Cent Ans. Le château est pris plusieurs fois, incendié et abandonné, bien que toujours propriété de la famille de Fumel.
Le 11 novembre 1380, Jean de Pujols, seigneur de Blanquefort et propriétaire du château, épouse l’héritière de la puissante famille languedocienne des Roquefeuil (famille de Roquefeuil-Blanquefort), Jeanne Catherine de Roquefeuil, et abandonne son nom pour celui plus prestigieux de son épouse. Leur fils Antoine hérite des importants biens des deux familles. Le fils de ce dernier, Jean de Roquefeuil épouse Isabeau de Peyre. Le couple aura neuf enfants, dont Bérenger qui naît en 1448 au château de Flaugnac. Jean et son épouse résident épisodiquement à Bonaguil (à l'instar de tous les nobles fortunés qui possédaient plusieurs châteaux) ce qui l'incitera à réaliser quelques aménagements dans l'austère forteresse de ses ancêtres maternels.

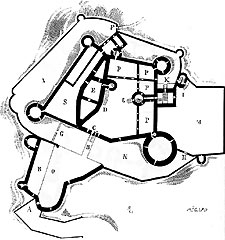
Plan du château réalisé par Viollet-le-Duc.
Le nord est en bas.

### Les aménagements de Jean de Roquefeuil
Jean de Roquefeuil qui a envoyé son fils Antoine participer à la guerre de la Ligue du Bien public, contre le roi, procède à quelques aménagements, autant défensifs que de confort :
- les murs du logis à l'ouest de la cour intérieure sont surélevés (en E sur le plan) afin d'ajouter un étage supplémentaire ;
- Un escalier à vis est installé dans une nouvelle tourelle « hors d’œuvre » accolée contre le flanc ouest du donjon, ce qui augmente l’espace disponible à l'intérieur de celui-ci. L'accès au donjon s'effectue désormais ainsi : partant de la cour, une volée d'escalier rectiligne d'une bonne vingtaine de marches mène à une étroite porte ouverte à la base de la tourelle d'escalier. Cette porte est défendue par un pont-levis piétonnier et quelques petites canonnières à tir plongeant.

Des quatre fils — sur neuf enfants — de Jean, c’est le troisième, Bérenger, surnommé « Bringon », qui survit aux autres et hérite en 1483, de tous les biens de ses parents. Auparavant, Bérenger a fréquenté la cour du roi de France Louis XI où son père l'avait probablement fait entrer comme page. En 1477, il épouse Anne du Tournel au château Royal d'Amboise. Il appartient sans doute au cercle des personnages de la cour assez proches de Louis XI car ce dernier, réputé pour sa pingrerie, lui octroie néanmoins une confortable pension. Revenu de la cour après la mort de son père, Bérenger de Roquefeuil vivra quelques années entre son château de Castelnau-Montratier à une trentaine de kilomètres de là et un de ses autres châteaux, Blanquefort. Il possède désormais en tout une vingtaine de châteaux et près de trente baronnies (il en fait d'ailleurs état quelques années plus tard dans une lettre adressés à Louis XII). C'est vers 1495 que Bérenger va s'installer à Bonaguil dont il fait sa résidence principale, non sans y avoir engagé, une dizaine d'années auparavant, d'importants travaux qui vont transformer, agrandir et renforcer considérablement la vieille forteresse de ses parents.
Un four à pain est attesté dans la basse-cour.

### Les renforcements défensifs de Bérenger de Roquefeuil
Les considérables travaux de défense du château trouvent peut-être leur source dans les démêlés du seigneur de Bonaguil avec le roi Charles VIII, qui le condamne pour un violent différend avec ses vassaux de Castelnau-Montratier. Ainsi s'esquisse un premier portrait psychologique de Bérenger : c'est un puissant et riche baron, jaloux de ses prérogatives seigneuriales héritées du temps de ses ancêtres, de caractère peu facile, fier à l'excès (il a écrit « ne pas craindre les troupes du roi de France si l'envie venait à celui-ci de venir mettre le siège devant Bonaguil »).[réf. nécessaire]
Bérenger de Roquefeuil financera ces importants travaux, qui dureront trente ans, grâce à la fortune des Roquefeuil, qui possèdent des terres de la Gironde au Golfe du Lion.

#### Première enceinte
Le principal danger à la fin du XVe siècle vient des progrès de l’artillerie. Celle-ci, née depuis plus d'un siècle, n'a cessé de s'améliorer, tant en puissance, qu'en précision et qu'en régularité de tir. Pour s'en prémunir, il faut donc tenir le plus éloignés possibles les canons de l'assaillant, tenant compte que ceux-ci, en cette fin du XVe siècle, doivent être, pour être efficaces, mis en batterie à une distance comprise entre 50 et 100 m des murailles à détruire. Au-delà, leur tir perd de sa puissance et, plus près, les servants de pièces s'exposent dangereusement à la riposte des défenseurs. Tenant compte de ces impératifs techniques, une enceinte externe, d’une longueur de 350 m, est ajoutée au château. Elle est constituée de courtines basses remparées (retenant à leur revers une masse de terre dont la partie supérieure forme une terrasse défensive) Ce système appelé également fausse braie) permet d'amortir partiellement, grâce aux importantes masses de terre, les vibrations destructrices des impacts de boulets contre les maçonneries. Cette enceinte extérieure de Bonaguil est renforcée de tours basses qui ne dépassent pas le niveau des fausses-braies et équipée de canonnières à tir rasant, ce qui est la deuxième innovation de cette reconstruction : la prévision de l’emploi massif d’artillerie pour la défense du château, avec un total de 104 embrasures aménagées pour les bouches à feu.
On a donc une prise en compte des derniers progrès de l'armement : d'une part on repousse le tir de l’assaillant en obligeant ce dernier à positionner ses canons bien plus loin qu'il ne le souhaiterait et, d'autre part, on lui rend difficile l’approche de son infanterie à cause des multiples canonnières tirant quasiment au ras du sol et tous azimuts. Enfin, les canons de fort calibre de la défense sont installés de préférence en hauteur, soit sur les terrasses des fausses-braies entourant le château, soit dans les casemates situées à mi-hauteur des tours, ceci afin de battre au loin les positions de l'assaillant. Bonaguil offre donc des niveaux de défense étagés en hauteur, technique qui perdurera plusieurs siècles : les tirs lointains (tirs courbes, dits « paraboliques ») sont effectués à partir des parties hautes de la forteresse, les tirs d'interdiction de l'approche (tirs tendus et rasants) opérés à partir des parties basses. Ces multiples possibilités d'utilisation de l'artillerie à des fins défensives sont renforcées par l'usage des armes portatives individuelles, tant à jet (arcs et arbalètes qui servirent jusqu'au XVIe siècle) qu'à feu (arquebuses), toutes parfaitement utilisables à partir des anciennes archères des XIIIe et XIVe siècles dont nombre sont conservées.
L’éperon sur lequel est établi le château est isolé du plateau par un large et profond fossé creusé dans le roc. Une imposante barbacane est établie en ouvrage avancé au-delà du fossé, sur le rebord extérieur de celui-ci, appelé « contrescarpe ». Ce colossal ouvrage contrôle l'unique accès à la forteresse. Il peut aussi fonctionner comme un sas en cas de période d’insécurité : on laisse pénétrer dans la barbacane les entrants suspects, puis on relève le pont-levis extérieur derrière eux. Puis après contrôle de leur identité, on abaisse pour eux l'un des deux ponts-levis qui donnent accès au château. La forme arrondie de cette barbacane, ainsi que ses murs épais de quatre mètres, font office de bouclier protecteur pour la face nord du château, la plus vulnérable car légèrement dominée par la crête située au nord. Cet ouvrage extérieur est ceint de son propre fossé, large de quatre mètres environ et profond de cinq. Mais le rôle de cette barbacane n'est pas que passif : si l'épaisseur de ses murs lui confère un rôle de très solide bouclier, elle se défend aussi de façon active grâce à de multiples canonnières interdisant à l'ennemi d'en approcher. Le plan de tir de ces embrasures ne laisse d'ailleurs subsister aucun angle mort. Sur le flanc est de la barbacane, du côté de sa porte, deux tours permettent d'effectuer des tirs de flanquement tandis que sur son flanc ouest, la fonction de flanquement est dévolue à une aile saillante de la muraille. La porte de la barbacane est de plus située dans le flanc de celle-ci qui domine l'abrupt, à l'est. Un pont dormant, non rectiligne car formant un coude de quatre-vingt-dix degrés vers la droite, franchit le fossé de la barbacane et s'achève, devant la muraille de celle-ci, par un pont-levis. Le virage formé par ce pont fixe rendait très difficile, voire impossible, l'utilisation d'un bélier aux fins de défoncer la porte. De plus, la position de celle-ci dans un flanc de la barbacane non visible (« défilé ») aux vues de l'assaillant, empêchait celui-ci de la détruire au canon faute de pouvoir y parvenir au bélier. La barbacane est reliée au château par deux ponts dormants qui franchissent le grand fossé. Ces ponts sont posés sur des piles hautes de dix mètres (soit la profondeur du fossé) Le premier pont, large de 2,50 mètres environ, mène au cœur du château résidentiel. L'autre, parallèle, plus étroit, est situé à une dizaine de mètres à sa gauche. Il donne accès à une basse-cour et à des bâtiments de servitude situés au pied est du donjon, légèrement en contrebas du château. Ces deux ponts jetés sur le grand fossé s'achèvent par une coupure large de quatre mètres qui ne peut être franchie qu'en abaissant un pont-levis. Le pont-levis menant au château résidentiel est double : un petit, assez étroit, de la largeur d'une passerelle, dessert une porte piétonnière tandis que le pont-levis le plus large dessert une porte charretière. Pour l'accès aux communs, un seul pont relevable, de largeur intermédiaire.

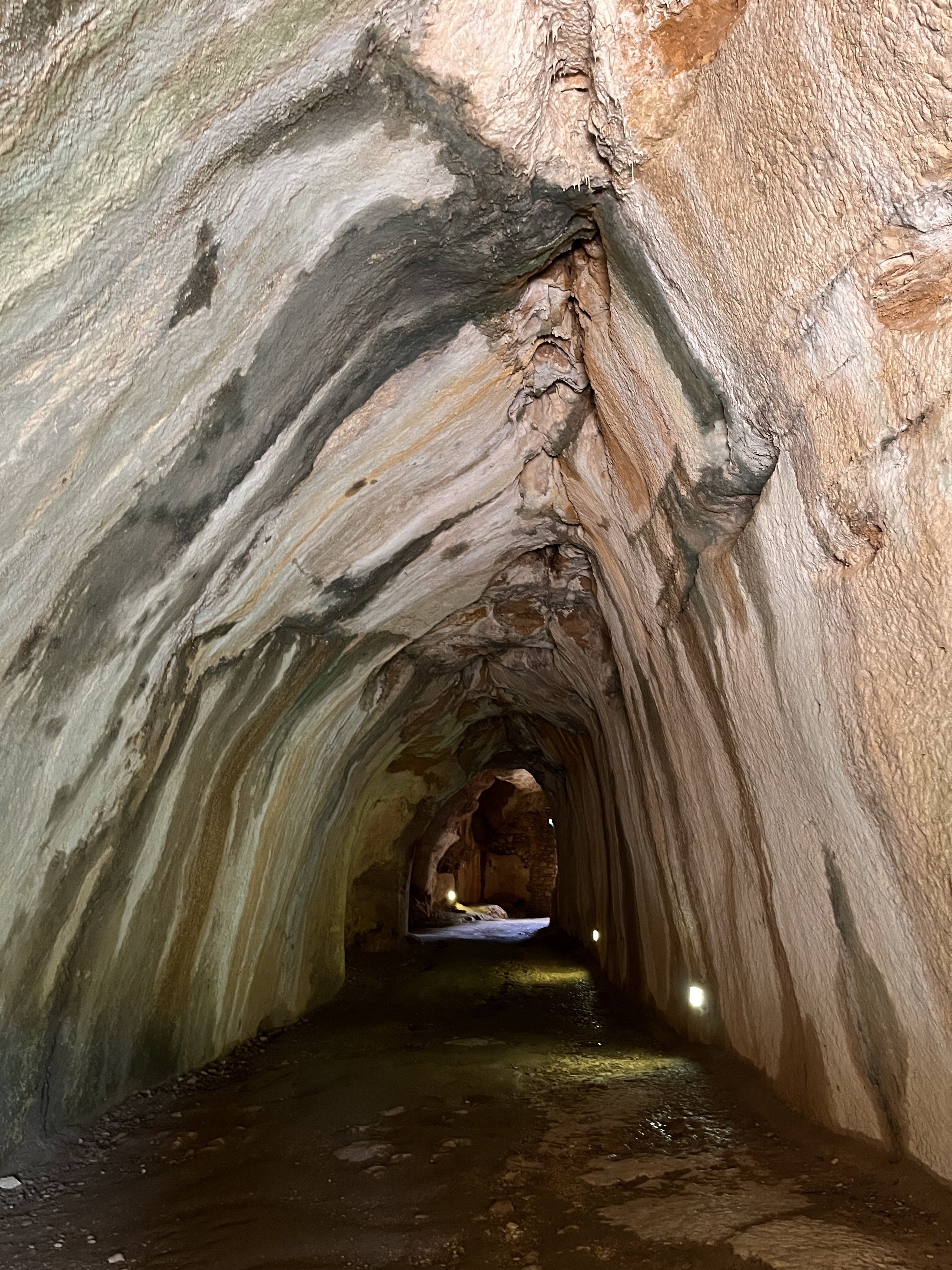
Grotte naturelle.

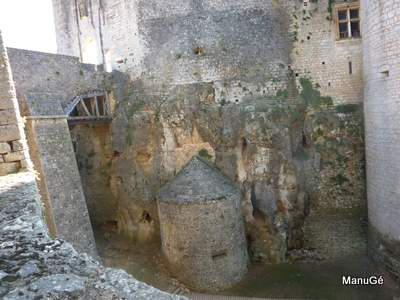
Le moineau, une casemate destinée à battre le fossé.

Toujours dans ce but de ne laisser subsister aucun emplacement à l'abri des tirs de la défense, un moineau est aménagé dans le fond du grand fossé, au pied de l'escarpe rocheuse. Ce petit ouvrage est une casemate basse couverte d'un toit épais en dalles et moellons et qui repose sur une solide voûte . On ne peut accéder à ce moineau que par une grotte naturelle prolongée en couloir qui, s'ouvrant dans l'escarpement rocheux au sud du château, passe de part en part sous celui-ci. Ce moineau est un ouvrage militaire typique de la seconde partie du XVe siècle. Situé en fond de fossé, armé de cinq canonnières, il est totalement protégé des tirs de canon de l'assaillant et permet d'effectuer des tirs rasants dans le fossé, interdisant à l'assaillant qui aurait réussi à y descendre à utiliser le fond du fossé comme voie de progression (les moineaux ont subsisté, sous l'appellation de « caponnières » et dans une variante modernisée, jusque dans la fortification du début du XXe siècle). D'autres canonnières, situées en partie basse des tours, viennent renforcer l'action défensive du moineau. Un singulier poste de tir pour défendre le fossé est également aménagé dans la pile du pont menant à la basse-cour. Cette pile en maçonnerie, haute d'une dizaine de mètres, de section carrée d'environ deux mètres sur deux, est creuse sur les huit dixièmes de sa hauteur. En haut de la pile et au beau milieu du passage, une trappe recouvre un trou d'homme dans lequel on descend au moyen d'une échelle. Au bas de ce puits étroit et profond de plus huit mètres, des meurtrières percées dans les parois de la pile, permettent des tirs rasant directement dans le fossé. Mais étant donné l’exhibition de ce petit poste de tir, un seul homme peut le servir et uniquement muni d'une arme individuelle (arquebuse ou arbalète, cette dernière ayant été en usage jusqu'au milieu du XVIe siècle).
Enfin, des boulevards terrassés sont aménagés sur les flancs est, sud et ouest du château. Ces boulevards sont renforcés par des tours basses casematées. Le boulevard arrondi qui contourne le pied de l'angle sud-est du château renferme un long couloir semi-circulaire qui dessert huit canonnières qui prennent les pentes est, sud et nord sous leurs feux. Ce couloir-casemate est couvert d'une remarquable voûte. On y descend par une rampe située à l'une de ses extrémités. Cette pente aménagée permet ainsi un accès aisé pour le portage de canons de petit calibre. À l'autre extrémité, un escalier à vis remonte près de l'entrée de la grotte-couloir menant au moineau du grand fossé nord. Le boulevard implanté à l'angle sud-ouest du château communique avec l'extérieur au moyen d'un passage en chicane ménagé au cœur une tourelle basse couverte d'un toit de lauzes. D'apparence anodine, banale, l'accès réalisé dans cette tourelle est en réalité un redoutable piège : deux portes épaisses à forcer, l'une pour pénétrer dans la tourelle, l'autre pour pouvoir en ressortir. Entre ces deux fermetures : un étroit couloir en zigzag interrompu par une porte intermédiaire, elle-même prise sous les tirs d'enfilade d'une meurtrière intérieure.
| Nom de la tour | Diamètre | Hauteur  | Épaisseur des murs |
| -------------- | -------- | -------- | ------------------ |
| Donjon         |          | env 60 m |                    |
| Grosse tour    | 14 m     | 35 m     | 8 m                |
| Tour rouge     |          |          |                    |

#### Deuxième système de défense
Ces hautes tours servent, comme dans le château médiéval primitif, à protéger les murailles grâce aux avancées qu’elles constituent.

### Les vicissitudes du château duXVIeauXVIIIesiècle

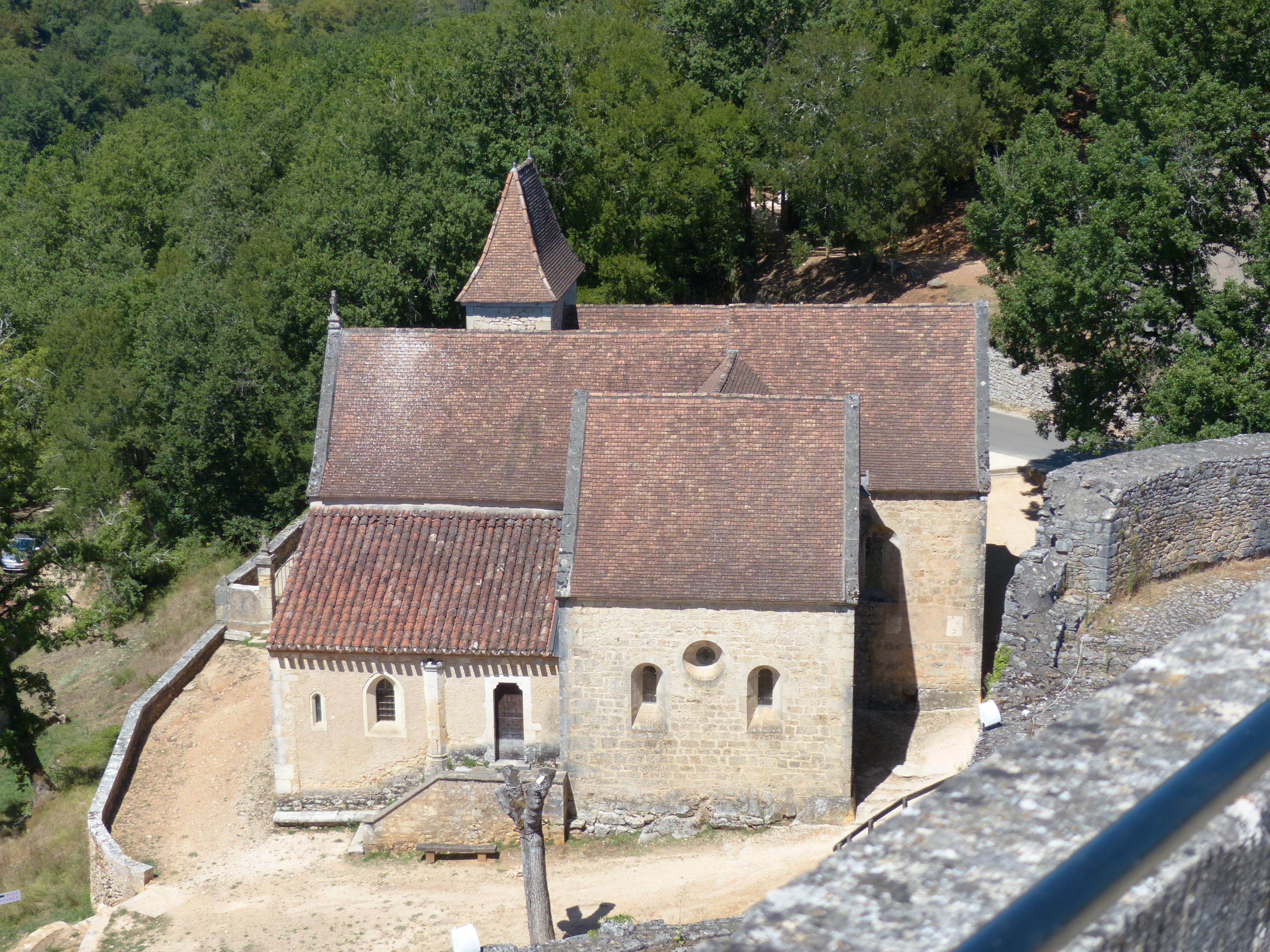
La chapelle, en contrebas du château.

Quand Bérenger meurt en 1530 à l'âge de 82 ans, le château de Bonaguil, avec ses hautes tours et murailles, bien qu'épaisses, n’est déjà plus adapté aux techniques militaires de l'époque. Dans l'intervalle, les canons ont fait de considérables progrès : ils peuvent tirer de plus en plus loin et avec plus en plus de force. On commence dès lors à construire des forts enterrés et à peine dix ans plus tard, les premières fortifications bastionnées vont voir le jour en Italie. Malgré ces faiblesses, Bonaguil demeure pour l'époque une forteresse imposante qui ne résisterait certes pas bien longtemps à une armée bien organisée et équipée, mais peut tenir longtemps en respect une troupe peu nombreuse et mal aguerrie.
Charles, le fils de Béranger de Roquefeuil dilapide (semble-t-il pour sa belle épouse Blanche de Lettes de Montpezat) la fortune de son père, et ses fils Honorat et Antoine héritent d’une fortune bien amoindrie. Au cours des guerres de Religion, les deux frères combattent dans les camps opposés, et le château est pris en 1563. Une première restauration a lieu en 1572. Endetté, Antoine doit remettre au sire de Pardhaillan la forteresse en 1618, avant de pouvoir la racheter quelques années plus tard.
Son fils Antoine-Alexandre est marquis, mais laisse à sa seule fille Marie-Gilberte, un château en mauvais état et des coffres vides. Mariée dès la mort de son père le 9 juillet 1639 (à treize ans) au marquis de Coligny-Saligny, lieutenant des gendarmes de la Reine, elle se consacre au relèvement et à l’entretien du château. Elle se remarie en 1655 avec Claude-Yves de Tourzel, marquis d’Allègre, dont elle a une fille qui épouse Seignelay, ministre de la famille de Colbert.
François de Roquefeuil, parent éloigné qui avait quelques droits sur le château, en prend possession en 1656, après avoir enlevé de force le château de Flaugnac, les conserve près d’un an, et n’abandonne Bonaguil que pillé. Marie-Gilberte réside à Paris les dernières années de sa vie, et laisse à l’abandon le château de Bonaguil, jusqu’à sa mort en 1699. Il passe ensuite aux Montpeyroux (François-Gaspard de Montpeyroux, qui, soldat, n’y habita presque jamais) puis à sa sœur qui le vend en 1719 à Jean-Antoine de Pechpeyrou-Beaucaire. Le fils de celui-ci vend le château à Marguerite de Fumel, veuve d’Emmanuel de Giversac, en 1761, qui y fait quelques travaux de confort.

### Les constructions d’agrément auXVIIIesiècle
Marguerite de Fumel séjourne en effet régulièrement au château de Bonaguil. Elle fait donc aménager le château, notamment dans le logis (P du plan). À cette époque, la fausse braie à l’ouest du château est agrandie et aménagée en une grande terrasse et devient un lieu de promenade et d’agrément. De nouveaux appartements sont construits au sud, en dehors de l’enceinte intérieure, et bénéficiant ainsi d’une meilleure exposition. La châtelaine donne des fêtes. Les sept ponts-levis sont transformés en ponts-dormants. Une partie des remparts est abattue afin de donner une vue sur la vallée.

### La Révolution française et les restaurations
C’est le neveu de Marguerite de Fumel, Joseph-Louis de Fumel qui en hérite en 1788. Il émigre dès octobre 1789, et le château est adjugé comme  bien de la Nation. Tout le mobilier est dispersé, les toits, planchers et boiseries démontés en 1794. Lorsque, après Thermidor, les Fumel récupèrent le château, ils ne l’habitent pas, et le vendent.
Il passe de mains en mains jusqu’à son achat en 1860 par la commune de Fumel, qui obtient le classement comme monument historique en 1862. La commune fait procéder à quelques travaux de restauration par B. Cavailler en 1868 et par l’architecte de l’arrondissement A. Gilles en 1876. L’architecte des monuments historiques Paul Gout restaure le donjon de 1882 à 1886. D’autres réparations ponctuelles ont lieu de 1898 à 1900, dont la couverture en lauzes de la guette du donjon qui est refaite en 1900 ; d’autres travaux ont lieu en 1948-1950, 1977 et 1985. Une dérestauration du donjon est effectuée en 1956.

## Protection
Le château est classé monument historique par liste de 1862,, la chapelle le 12 avril 1963.

## Cinéma
Des films et séries ont été tournés dans le château :
- 1975 : Le Vieux Fusil de Robert Enrico. Une petite partie du film a été tournée au château de Bonaguil (dans le souterrain) et une grande partie au château de Bruniquel.
- 2013 : The First Musketeer d'Harriet Sams. De nombreuses scènes ont été tournées au château de Bonaguil au fil des épisodes.
- 2013 - 2014 : Les saisons réalisé par Jacques Perrin et Jacques Cluzaud sorti au cinéma le 27 janvier 2016.

Thomas Edward Lawrence, dit Lawrence d'Arabie, est resté un mois et deux jours en tant qu'archéologue au château de Bonaguil, entre 1907 et 1908. Il a écrit en 1908 une monographie sur le château.
Une image de synthèse reproduisant le château figure dans le film  Les Sables du Temps ; il est censé se situer dans la Perse du VIe siècle, chez les Hassansins.

## Visite
Le château de Bonaguil est ouvert à la visite pour les individuels, les groupes et les scolaires. Il a été fréquenté par 67 441 personnes pour l'année 2017, avec un record de 72 409 visiteurs en 2013.

## Festival
Un festival a lieu chaque été dans les fossés du château depuis 1962. D'abord consacré à la musique, il s'est progressivement tourné vers le théâtre à partir de 1985 ; depuis 1997, la programmation est presque exclusivement théâtrale.